# Olibet

Eugène Antoine Olibet (1844-1915).

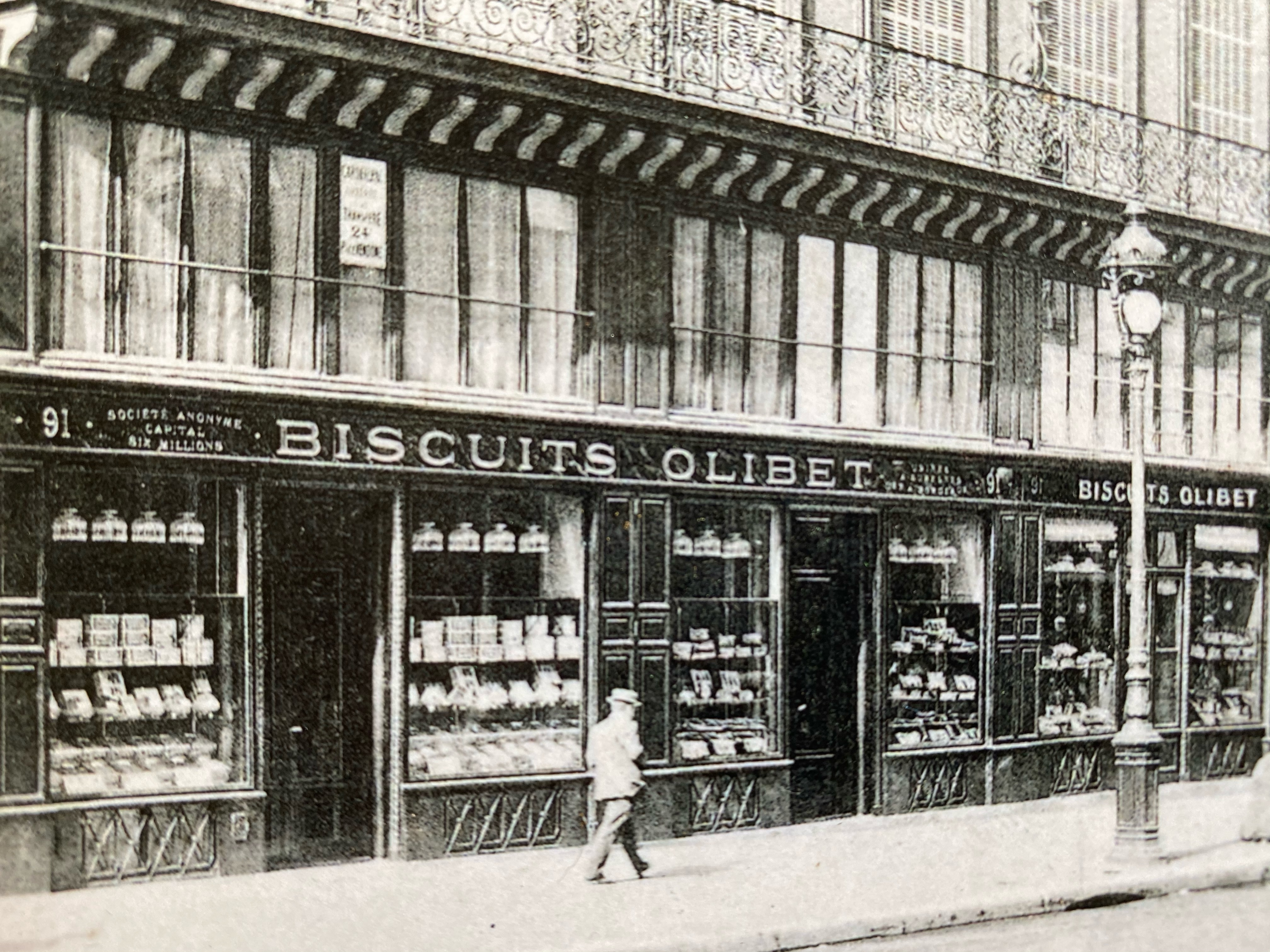
Dépôt des biscuits Olibet, 91 Rue de Rivoli, Paris. Vers 1900.

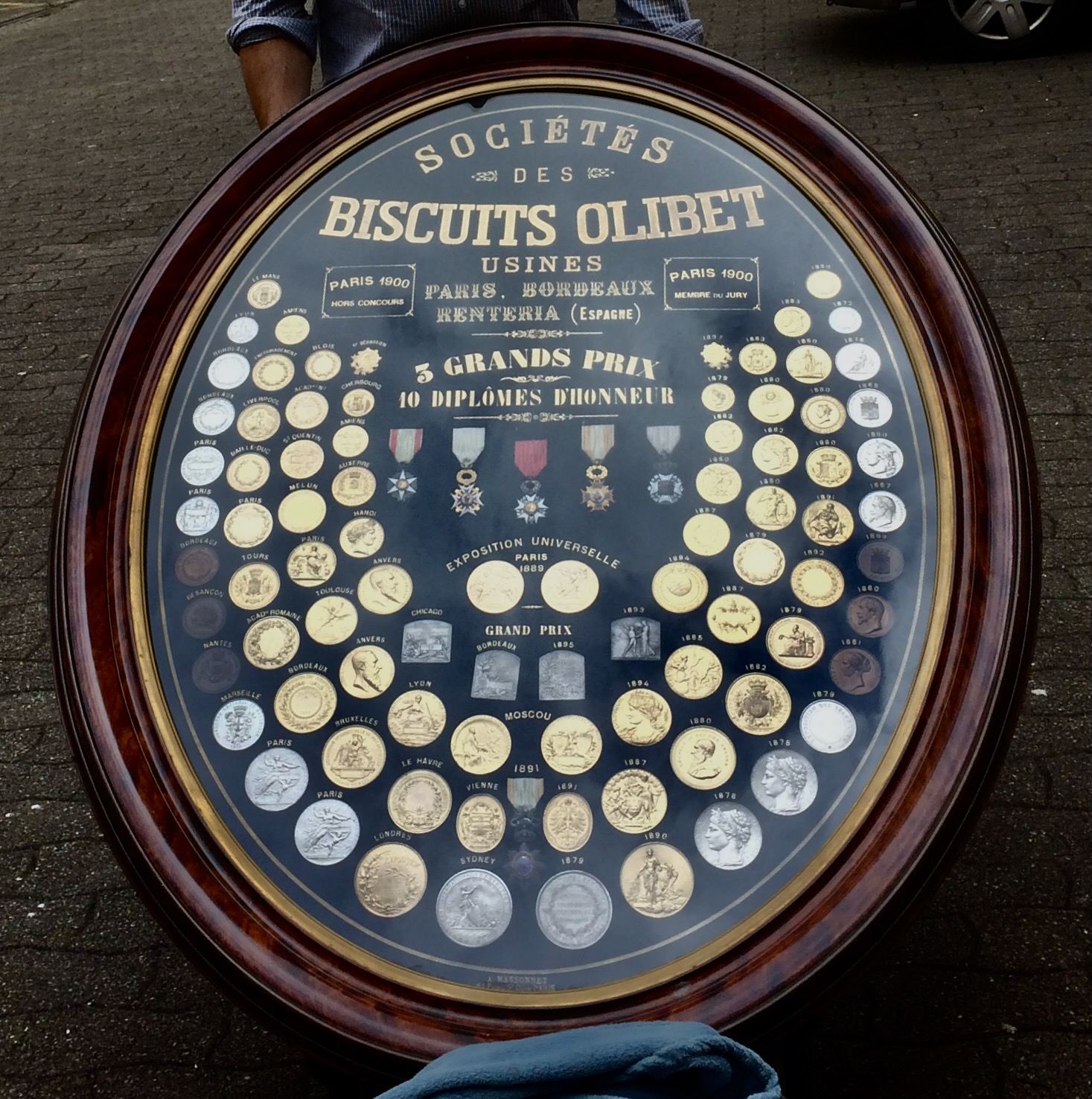
Médailler de la Société des Biscuits Olibet.

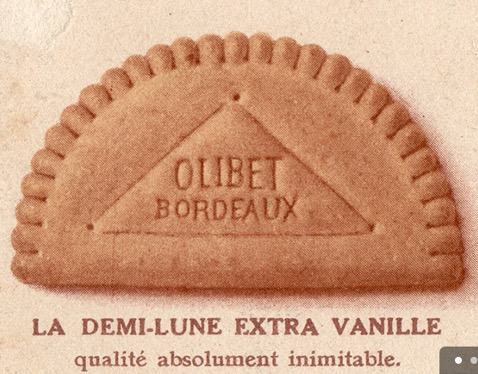
La demi-lune, biscuit emblématique de la marque Olibet.

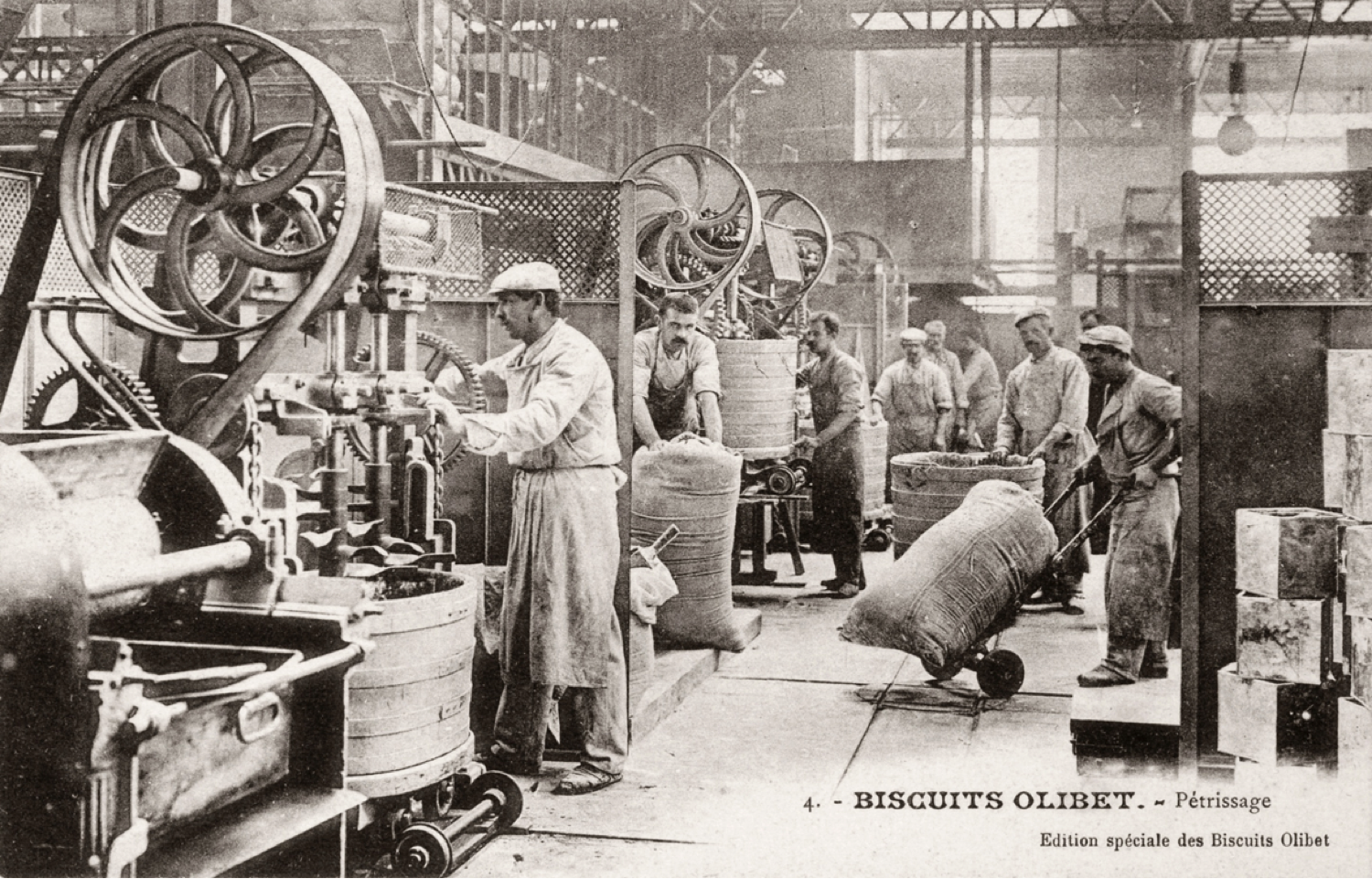
Atelier de pétrissage, usine de Talence.

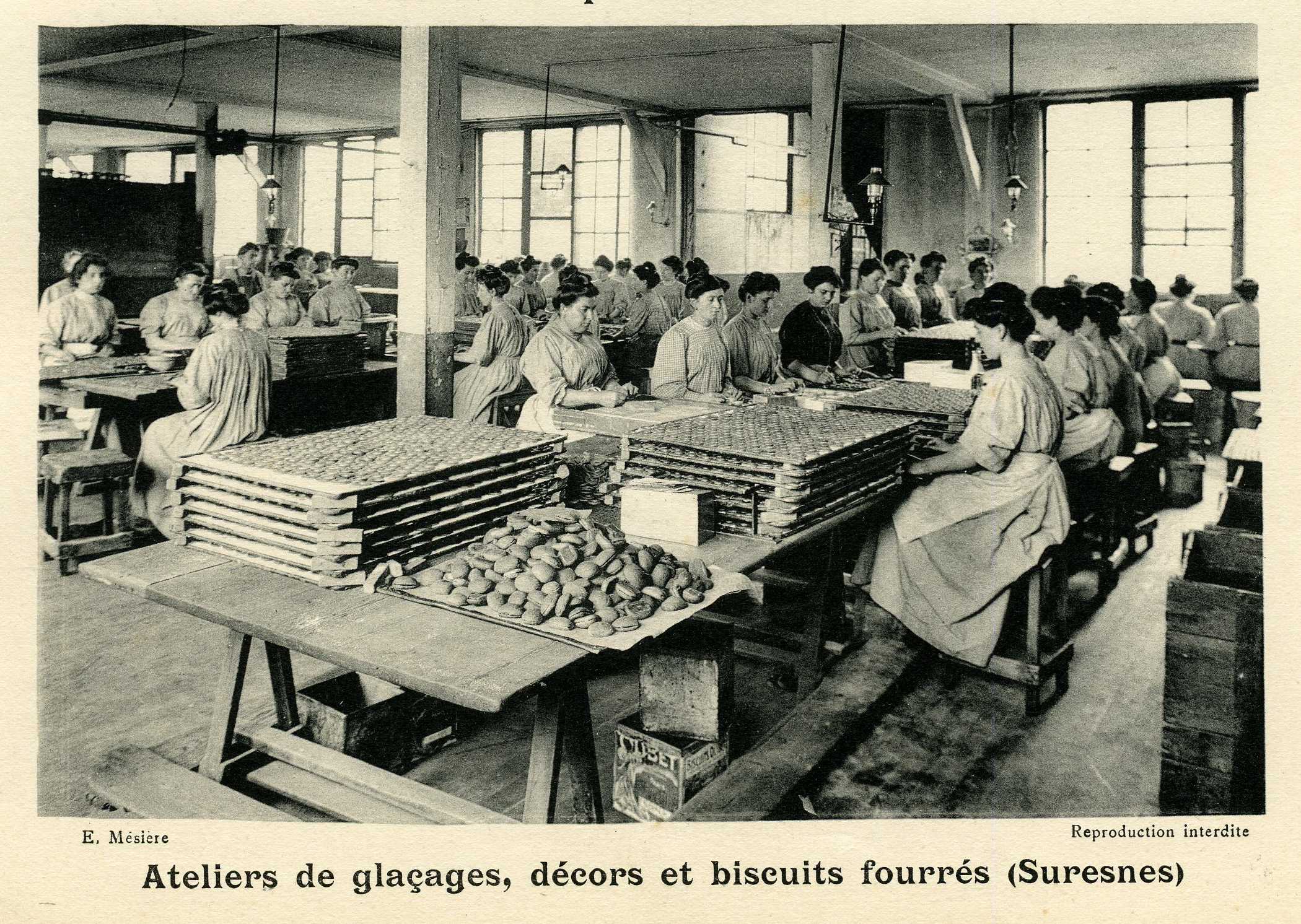
Atelier de glaçage à l'usine de Suresnes.

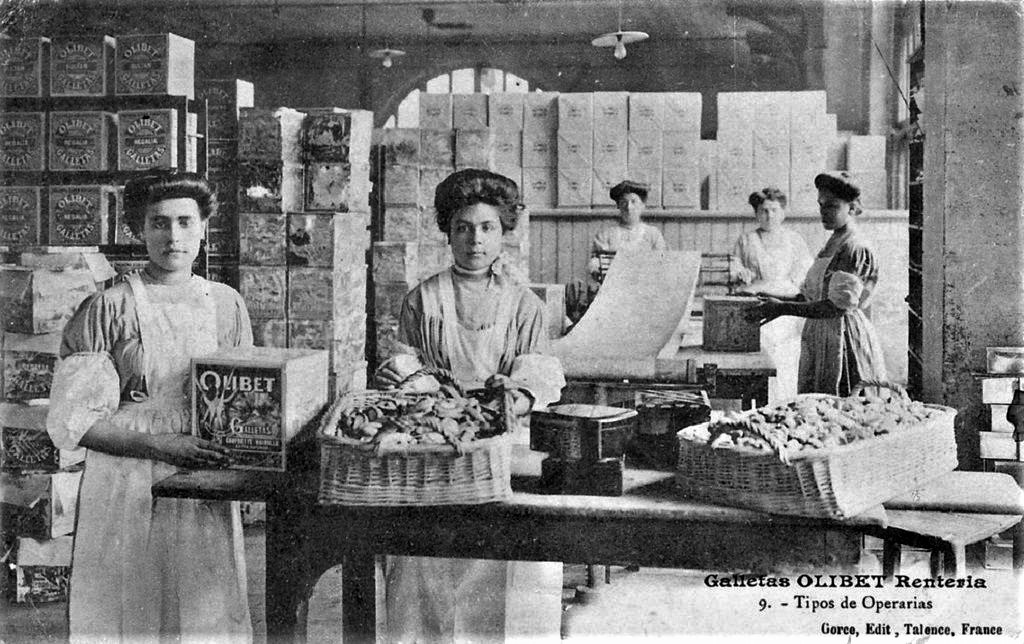
Atelier d'emballage à l'usine de Renteria en Espagne, vers 1910.

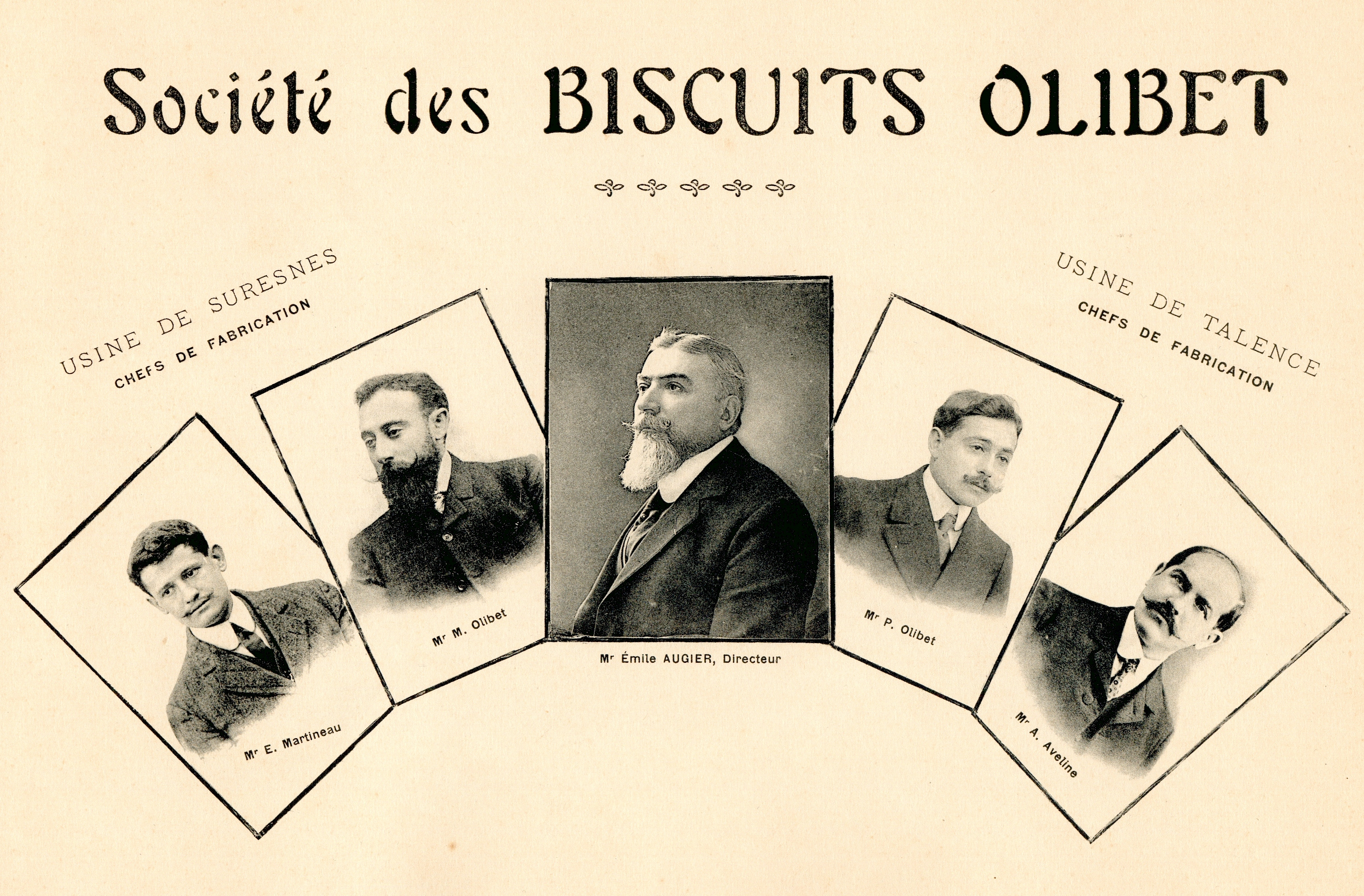
Conseil d'administration de la Société des Biscuits Olibet, vers 1930.

Olibet est une marque française de biscuits. L'entreprise, considérée comme la pionnière de l'industrie du biscuit en France, s'auto-proclama « Première marque française ». Elle est reprise en 2017 par des descendants de la famille Olibet : la nouvelle Société des Biscuits Olibet commercialise le biscuit emblématique de la marque : la « demi-lune ».

## Histoire
Jean-Honoré Olibet (1817-1891), boulanger dans le quartier Saint-Pierre, à Bordeaux, produisait des biscuits principalement à destination des marins, qui appréciaient leur capacité de longue conservation. Dans les années 1860, son fils Eugène-Antoine Olibet (1844-1915) part à Londres étudier la fabrication industrielle des biscuits ; la révolution industrielle avait en effet démarré bien avant la France au Royaume-Uni. Fort de cette expérience, Eugène-Antoine convainc son père d'importer des machines anglaises afin de faire grandir l'entreprise familiale. L'atelier est alors installé au 51 de la rue du Pas Saint-Georges, en plein centre de Bordeaux.
Quelques années plus tard, en 1872, les Olibet inaugurent la première usine de biscuits en France, à Talence, une commune voisine de Bordeaux. L'entreprise poursuit son expansion en s'installant en banlieue parisienne, à Suresnes, en 1879, puis à côté de Lyon, à Tassin-la-Demi-Lune, en 1883. En 1895, la Société des Biscuits Olibet inaugure une usine à Renteria, au Pays basque espagnol.
La Société des Biscuits Olibet est considérée comme la pionnière de son secteur. En 1889, forte de ses 3 sites industriels et de sa gamme de produits étendue, l'entreprise obtint la médaille d'or à l'Exposition universelle de Paris. Dès la fin du XIXe siècle, Olibet développa des emballages élégants ainsi qu'une iconographie pour venter la qualité supérieure de ses produits. De nombreuses séries de chromolithographies, de cartes postales, de menus, etc. ainsi que des affiches publicitaires furent produites. L'entreprise s'auto-proclama « Première marque française ». 
Dès le début du XXe siècle, de nombreux compétiteurs se développèrent, parmi eux le nantais Lefèvre-Utile (plus connu sous le nom de LU), dont l'usine fut érigée en 1886 sur les bords de la Loire. Lefèvre-Utile obtint la médaille d'or à l'Exposition universelle de Paris en 1900, Olibet était alors membre du jury. Olibet et LU ont longtemps été rivaux, allant même se faire un procès à propos de la paternité du fameux Petit Beurre.
Dans les années 1960, l'entreprise tente de lutter contre l'évolution à la baisse des prix poussée par la grande distribution en choisissant elle-même ses distributeurs. Cette volonté aura pour conséquence une action en justice contre le consortium des grandes marques, en vertu de la circulaire du 31 mars 1960 interdisant le refus de vente.
La société est finalement mise en liquidation le 7 juin 1977. L'année suivante, elle est rachetée par la biscuiterie Mylord de Terrasson-Lavilledieu et connaîtra divers repreneurs. Dans les années 1990, la Financière Turenne Lafayette acquiert la biscuiterie, qui ferme définitivement en 2012,.
Au cours des années 2010, la marque est rachetée par un des descendants de la famille Olibet, Aymeric Olibet, qui relance l'activité.

### L'usine de Talence

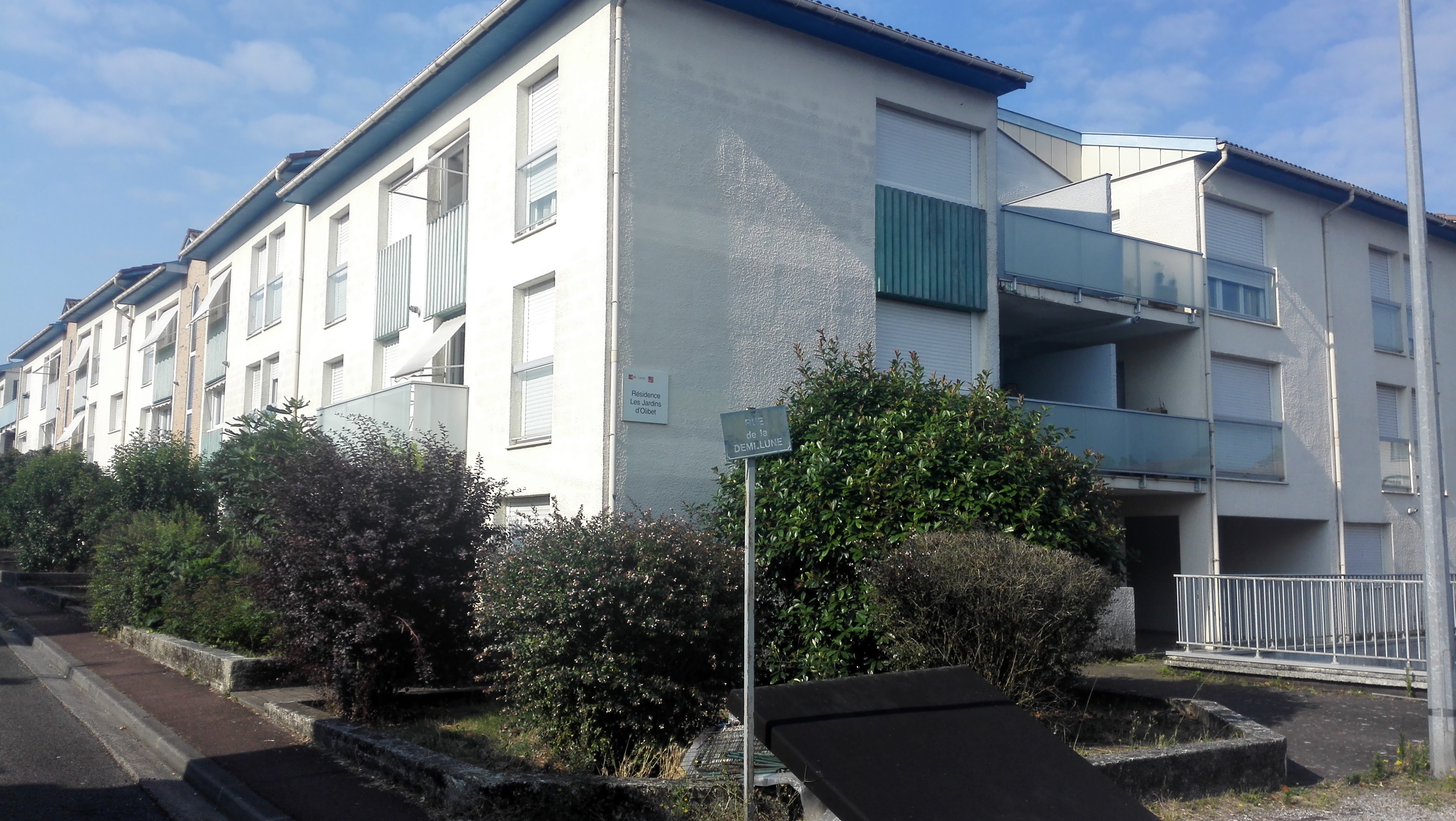
La rue de la Demi-Lune devant l'un des immeubles de la résidence Les Jardins d'Olibet, à Talence.

À Talence, l'usine Olibet était située rue du 14-Juillet. À son apogée, elle employait jusqu'à 450 employés. Après la mise en liquidation de l'entreprise en 1977, l'usine de Talence connaîtra quelques redémarrages partiels mais finira par fermer définitivement au début des années 1980.
Le 3 octobre 1984 au matin, la cheminée emblématique de l'usine haute de 45 mètres est détruite à la dynamite. Sur l'espace laissé vide par l'usine sera construit l'ensemble résidentiel « Les Jardins d'Olibet ». L'une des rues qui longe la résidence porte le nom d'Eugène Olibet, rue adjacente à la rue de la Demi-Lune.

### L'usine de Suresnes
Une autre usine se situait à Suresnes (Seine), alors banlieue industrielle de la capitale. Fondée en 1880, elle est édifiée le long du quai Gallieni, près de la Seine. Elle emploie 400 salariés (80 % de femmes ouvrières), fabriquant 30 tonnes de gâteaux par jour. Les biscuits sont vendus au magasin parisien de la rue de Rivoli. Rare entreprise à l'avoir expérimenté à l'époque, Olibet installe une pouponnière dans ses bâtiments, afin de permettre à ses ouvrières mères de conserver leur emploi. Réputé pour son esprit social, M. Olibet est d'ailleurs élu maire-adjoint de Suresnes en 1884, dans l'équipe du maire Jules Arthur Guillaumet, également industriel. À l'instar d'autres industries de la ville, les chevaux de l'usine Olibet sont réquisitionnés au début de la Première Guerre mondiale pour l'effort de guerre. L'usine est démolie en 1940 pour laisser place à une autre, liée à l'industrie métallurgique,.
L'entreprise est citée par Pierre-Maurice Masson dans ses Lettres de guerre, page 43, comme support d'écriture (« la boîte d'Olibet »).

### Les premières réclames
Pour assoir sa notoriété, l'entreprise saisit rapidement l'intérêt de travailler avec des affichistes et des peintres, afin de vanter la qualité de ses biscuits. Dès la fin du XIXe siècle et tout au long du début du XXe siècle, Olibet travailla avec des artistes tels que Louis Théophile Hingre, René Vincent, René Péan, Albert Matignon, Antoine Auguste Thivet et bien d'autres. L'entreprise développa également une iconographie remarquable sous forme de chromolithographies, de cartes postales ou de menus.

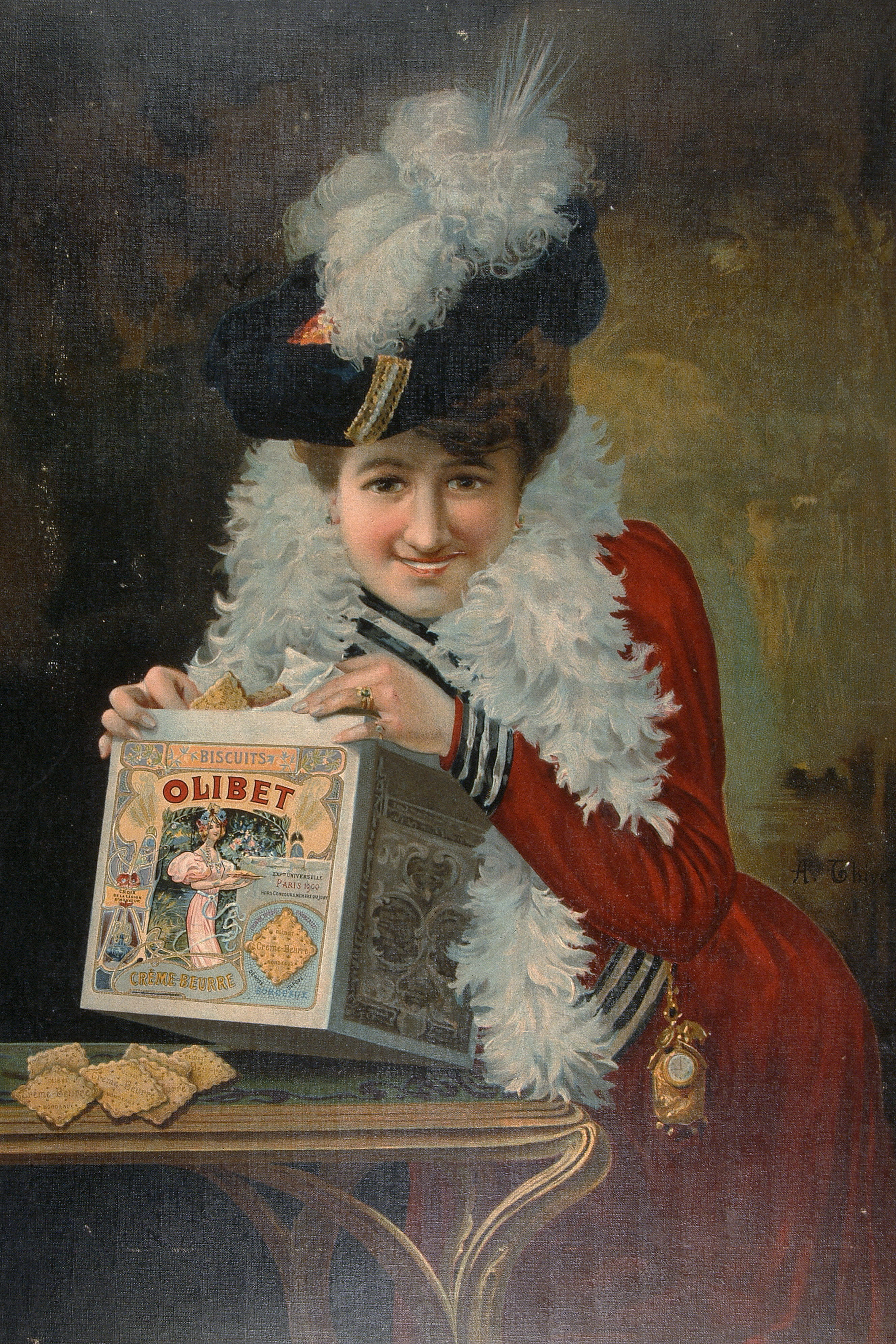
Dame au chapeau à plumes, Antoine Auguste Thivet, vers 1900.
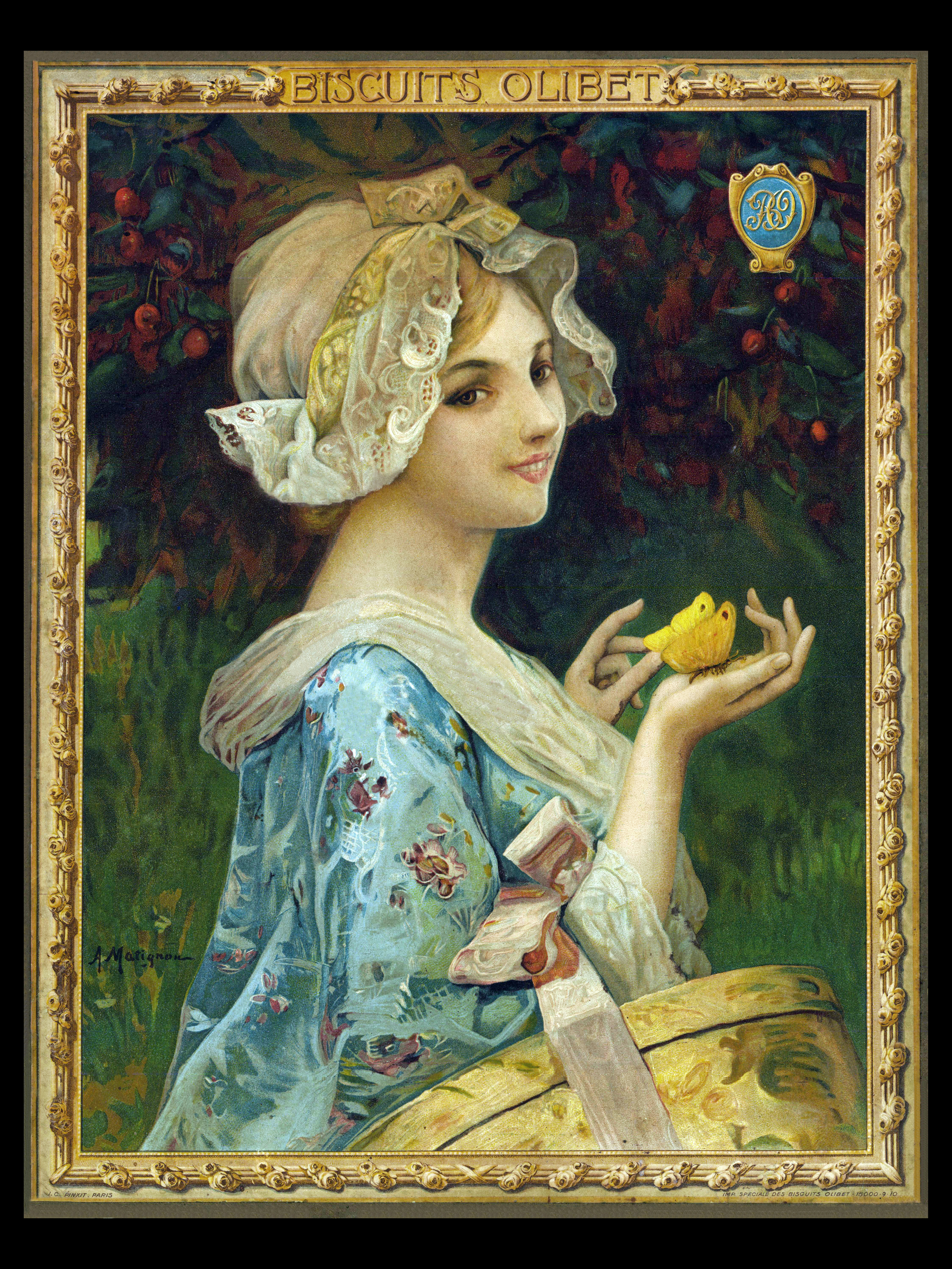
Jeune fille au papillon, Albert Matignon.
- Jeune fille aux coquelicots, René Péan.
Louis-Théophile Hingre.
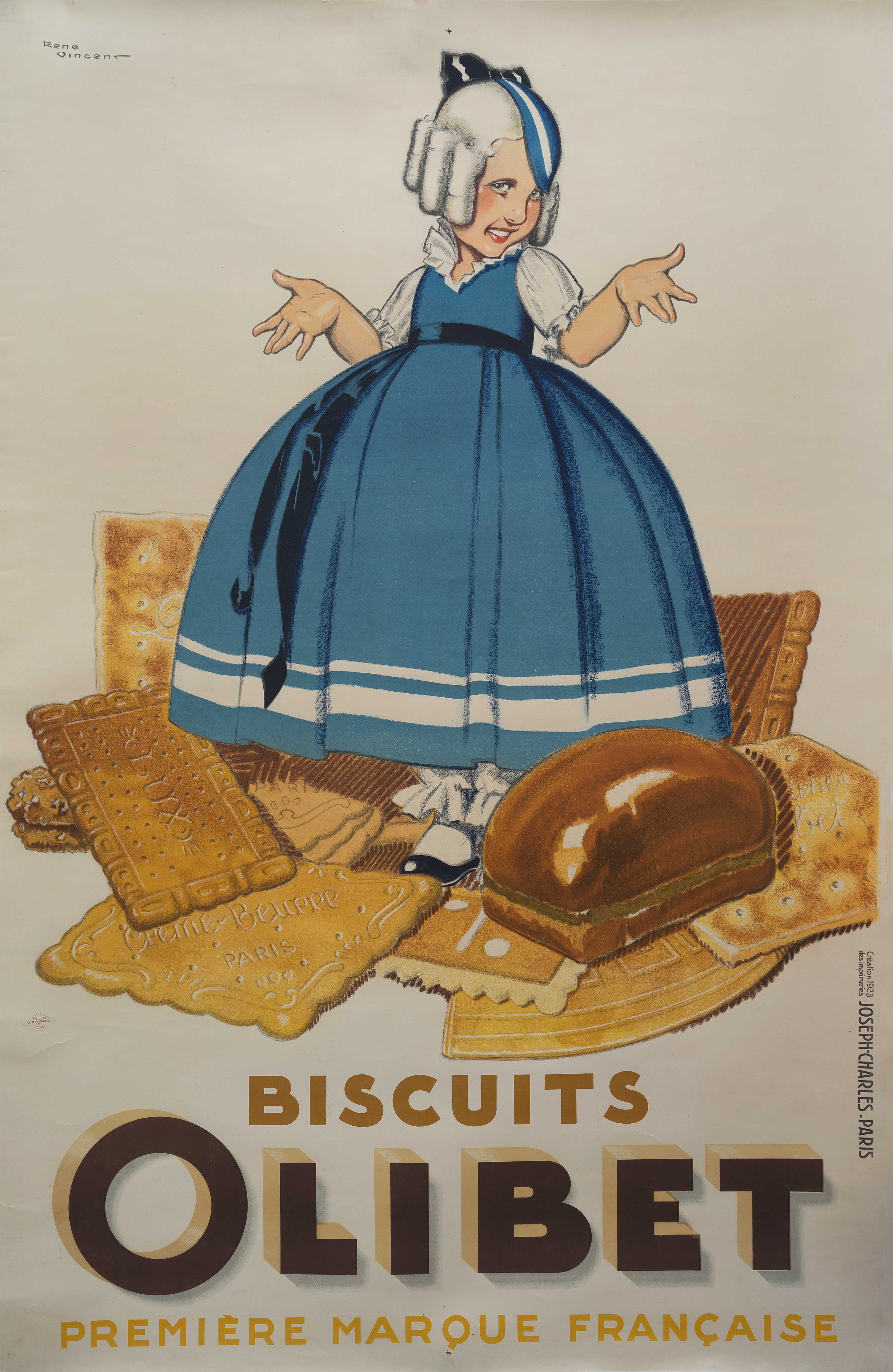
René Vincent.
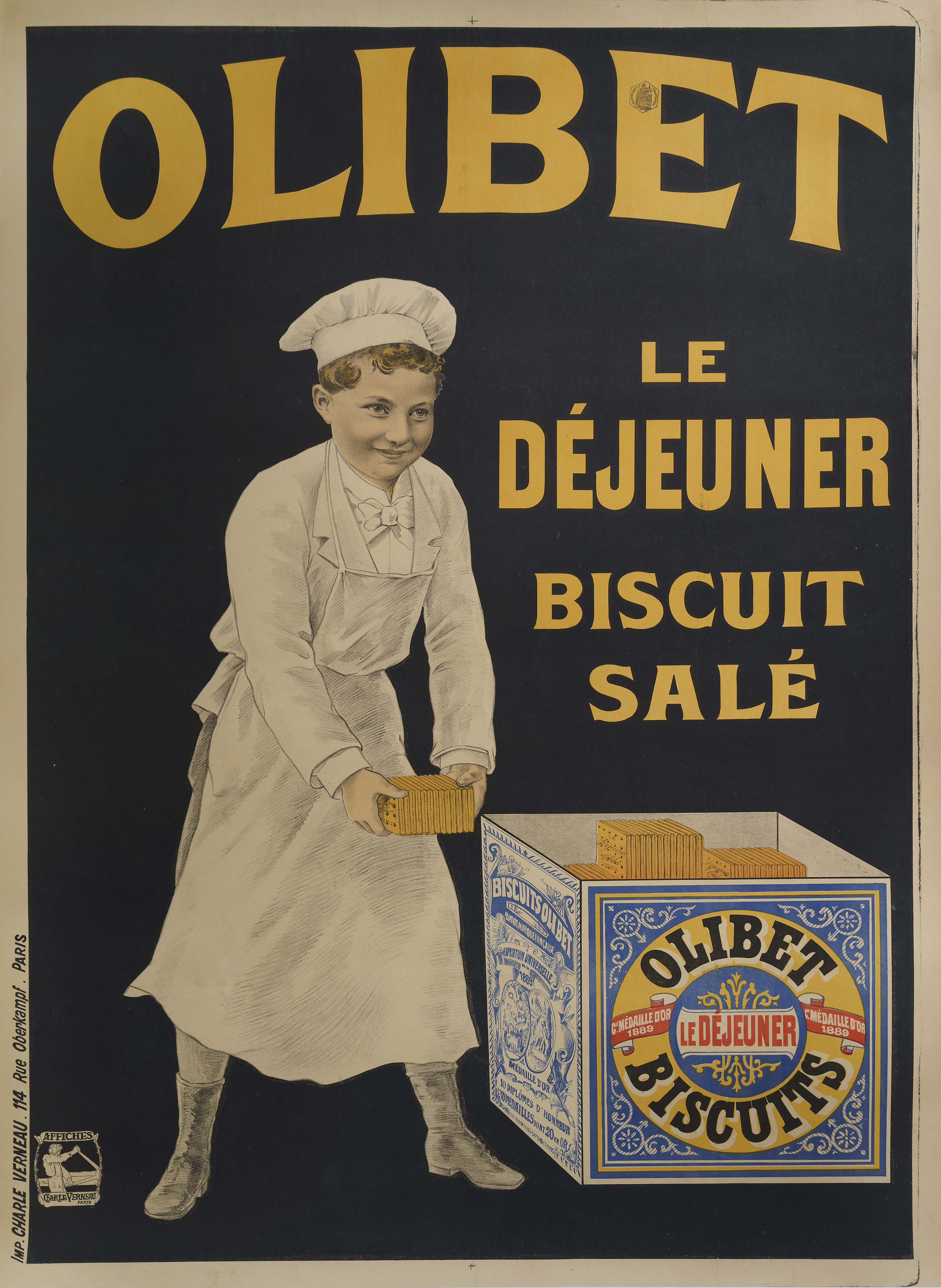
Le Déjeuner, artiste inconnu.
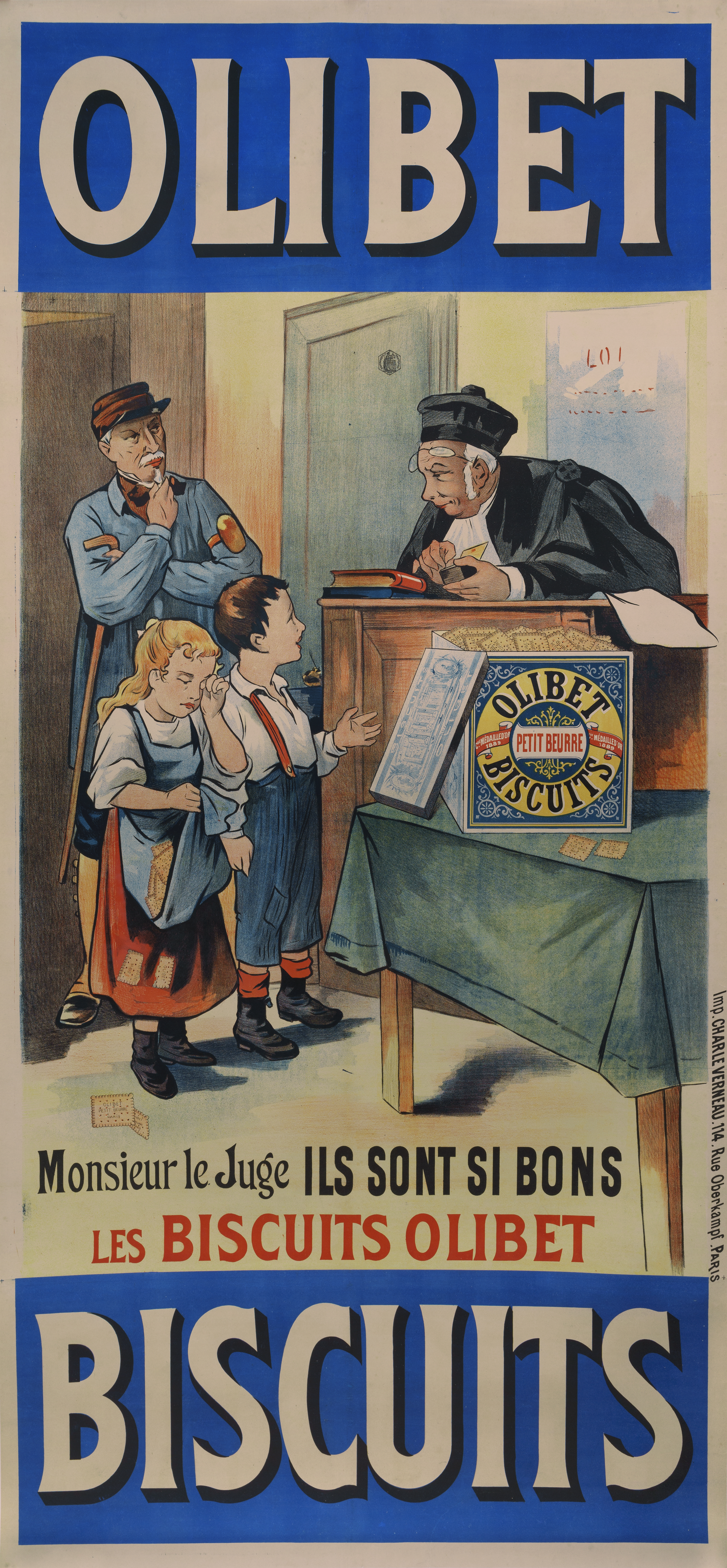
Artiste inconnu, vers 1930.
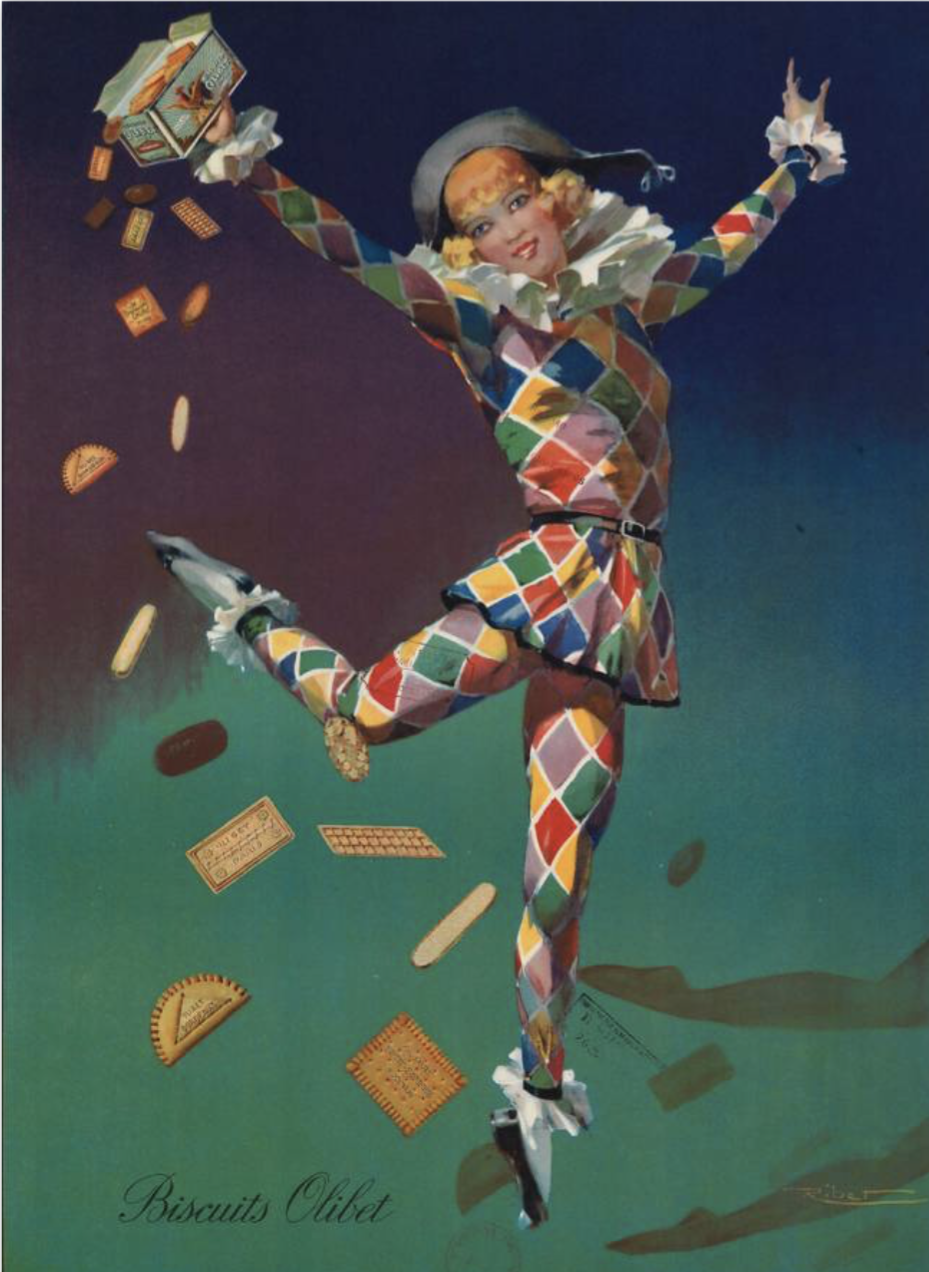
Arlequine, René Berti.